# Heron Gate
Heron Gate är en stadsdel i Kanadas huvudstad Ottawa, i provinsen Ontario.  Heron Gate ligger 93 meter över havet och antalet invånare är 4 953.